# Voie lemniscale
La voie lemniscale est la voie des sensibilités proprioceptives conscientes et vibratoires des axones Aα Ia des fuseaux neuromusculaires, des axones  Aα Ib des organes tendineux de Golgi et de la sensibilité épicritique du tact fin de la peau. Ses récepteurs cutanés sont les corpuscules de Meissner de la paume de la main, de la plante du pied et des organes génitaux et, pour le reste du corps les corpuscules de Krause, de Pacini et les disques de Merkel. Dans cette voie lemniscale, les récepteurs des corpuscules de Pacini sont aussi dans les tendons et les articulations. Elle permet de véhiculer de nombreuses informations sur le contact, la texture. Elle correspond à la construction du schéma postural qui permet de savoir dans quelle position un organe, une articulation ou un membre se trouve.
Elle est aussi appelée voie cordonale postérieure homolatérale en raison du trajet qu'elle emprunte dans la moelle spinale (ou moelle épinière) ou voie latérale en raison de son passage dans le thalamus latéral. La voie lemniscale fait partie des voies de la somesthésie consciente, dont les axones apparaissent des cervicales au coccyx et, donc, du bord latéral au bord interne de leur cordon.

## Anatomie

### Faisceaux
La voie lemniscale circule dans le cordon postérieur de la moelle spinale. Elle est elle-même constituée de deux cordons ou faisceaux.
Le faisceau gracile ou de Goll (Friedrich Goll (en)) est le plus médial. Il véhicule les informations sensitives en-dessous de D12, y compris du membre inférieur. Ce premier neurone sensitif se projette sur des neurones du noyau de Goll au niveau de la moelle allongée haute (ou bulbe rachidien). C'est un seul et même neurone pseudo-unipolaire (dont le corps cellulaire en T est dans le ganglion spinal) qui a une dendrite aux propriétés réceptrices dans le membre inférieur. Ce neurone entre dans la moelle spinale par la racine dorsale. Il remonte alors dans le cordon postérieur jusqu'à la synapse dans le bulbe rachidien qui lui permet de transmettre l'information au second neurone. Ce neurone, une seule cellule, part donc des pieds (ou autre situation du membre inférieur) et arrive à la base du tronc cérébral.
Le faisceau cunéiforme ou de Burdach (Karl Friedrich Burdach) est séparé du premier par le sillon para-médian postérieur. Il véhicule les informations sensitives spécifiques de la voie lemniscale jusqu'au noyau cunéiforme situé dans la partie basse du bulbe rachidien, autrefois nommé moelle allongée. Le faisceau cunéiforme achemine l'information (proprioceptive/vibratoire/toucher discriminant) au-dessus de D12 et donc du cou, des membres supérieurs et du haut de la poitrine.

### Neurones
La voie cordonale postérieure est composée d'une chaîne à 3 neurones.
Le premier neurone est le protoneurone qui va de la périphérie en passant par le ganglion spinal (dans lequel se trouve son corps cellulaire) jusqu'à l'apex de la corne dorsale. De là il remonte tout le long de la moelle spinale en suivant l'organisation spatiale de la loi de Kahler (plus les fibres nerveuses sont distales plus elles sont internes). Cela signifie que si le protoneurone vient du membre inférieur il se projette au niveau du faisceau le plus interne, à savoir le faisceau gracile, les fibres proximales (comme ceux venant du membre supérieur) quant à eux se projettent sur le faisceau plus externe, à savoir le faisceau cunéiforme. Le protoneurone fait ensuite relai à la face postérieure de la moelle allongée avec le deuxième neurone qui est le deutoneurone.
Le deutoneurone va décusser juste au-dessus des noyaux graciles et cunéiformes (au niveau du lemnisque median) et continuer son trajet jusqu'au thalamus et plus précisément dans le noyau ventro-postéro-latéral du thalamus spécifique à ces fibres sensitives. Dans les deux voies de la somesthésie consciente, ce sont toujours les deutoneurones qui décussent.
Le noyau ventro-postéro-latéral du thalamus va lui donner le troisième neurone qui est le neurone thalamo-cortical. Le troisième neurone sera toujours thalamo-cortical. Ce troisième neurone se projette au niveau du cortex somesthésique. Il fait partie de la corona radiata qui correspond à l'ensemble des fibres qui partent du thalamus vers la surface corticale.
La sensibilité de la face est assurée par trois branches du V innervant les trois étages de la face, le nerf ophtalmique (V1), le nerf maxillaire (V2) et le nerf mandibulaire (V3). Ces 3 nerfs se rejoignent au niveau du ganglion trigéminal ou ganglion de Gasser qui se situe à la pointe du rocher. L'axone de ce ganglion va ensuite rejoindre l'extrémité latérale du V4 (fosse rhomboïde) où il va faire relais. Cette zone de relais correspond au noyau principal du V qui correspond à l'équivalent des noyaux de Goll et de Burdach au niveau de la face. Le relais se fait ensuite vers le deutoneurone qui continue son trajet jusqu'au noyau ventro-postéro-médian.

## Sémiologie
La voie lemniscale s'examine par différents moyens :
- le toucher, dit épicritique ou discriminant : Il se réalise avec un coton, un pinceau ou un mouchoir mais pas avec les mains, les mains possèdent une température propre et pourraient donc stimuler d’autres fibre: les petites fibres ;
- la pallesthésie : Un diapason vibrant est déposé sur les os (chevilles, genoux, poignets). Le patient doit signaler lorsqu'il ne sent plus les vibrations. Lors d'une atteinte de la voie lemniscale le patient perçoit peu ou pas les vibrations ;
- la proprioception : C'est la sensibilité profonde des articulations. Ce test est réalisé les yeux fermés. On demande le plus souvent au patient si ses pouces sont vers le haut ou vers le bas, manipulés par l'examinateur, aux pieds et aux mains ;
- la stéréognosie : C'est la faculté d'identifier les objets. L'examen nécessite la mise en place d'un objet dans la paume de la main du patient. Il lui est demandé ensuite de le reconnaître et de le décrire et en particulier de donner ses dimensions approximatives en ayant soin de comparer cet objectif qu'il a dans la main avec un objet plus grand ou plus petit ayant la même forme.

## Pathologie
Les signes sont ipsilatéraux à la lésion lorsque celle-ci est située inférieurement à la décussation sensitive (lémnisque médian). Ils sont controlatéraux à la lésion lorsque celle-ci est située supérieurement à la décussation.
Une lésion du cordon postérieur entraine un tabès : c'est l'ataxie locomotrice, trouble kinesthésique.